# Larnax (sarcófago)

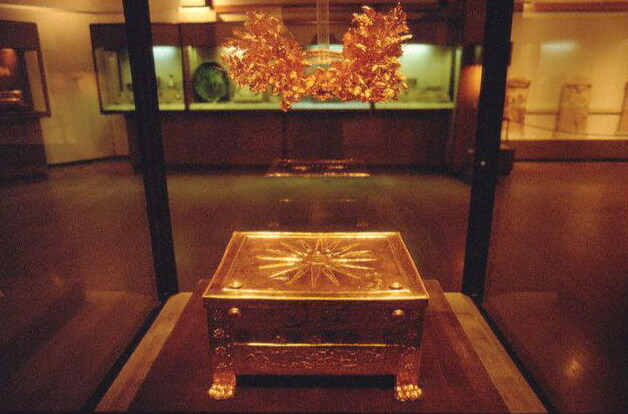
El «lárnax» y la corona de oro de Filipo II de Macedonia. Museo de Vergina.

El larnax o lárnax (del griego: λάρναξ; plural: larnakes, del griego: λάρνακες) es un sarcófago de barro cocido o adobe (barro seco) y de pequeño tamaño, usado en la Antigua Grecia como caja o "cofre de cenizas" (depósito para los restos humanos, bien del cuerpo -doblado sobre sí mismo- o de las cenizas tras la cremación).
Los primeros «lárnax» aparecieron en la civilización minoica durante la Edad del Bronce griega, cuando tomaron la forma de cajas rectangulares de cerámica, diseñados para imitar un cofre de madera, tal vez para imitar a los egipcios. Estaban ricamente decorados
con dibujos abstractos, pulpos, escenas de caza y rituales de culto. Posteriormente, también se han encontrado en la civilización micénica, donde han aparecido temas como los desfiles de plañideras.
Durante el último período helenístico, se hicieron populares los «lárnax» con forma de pequeños sarcófagos de terracota, algunos de los cuales fueron pintados en un estilo similar a los vasos griegos contemporáneos.
En algunos casos especiales, los «lárnax» se llegaron a hacer con materiales preciosos, como el encontrado en Vergina, en el norte de Grecia, del siglo IV a. C., realizado en oro, con un sol en la tapa (fuente del motivo del Sol de Vergina). La tumba donde fue encontrado se cree que perteneció al rey Filipo II de Macedonia, padre de Alejandro Magno. Cuando se encontró, contenía las cenizas de un hombre desconocido (aventurando que pudieran ser las del propio Filipo).